# Kurt Christoph von Königsmarck

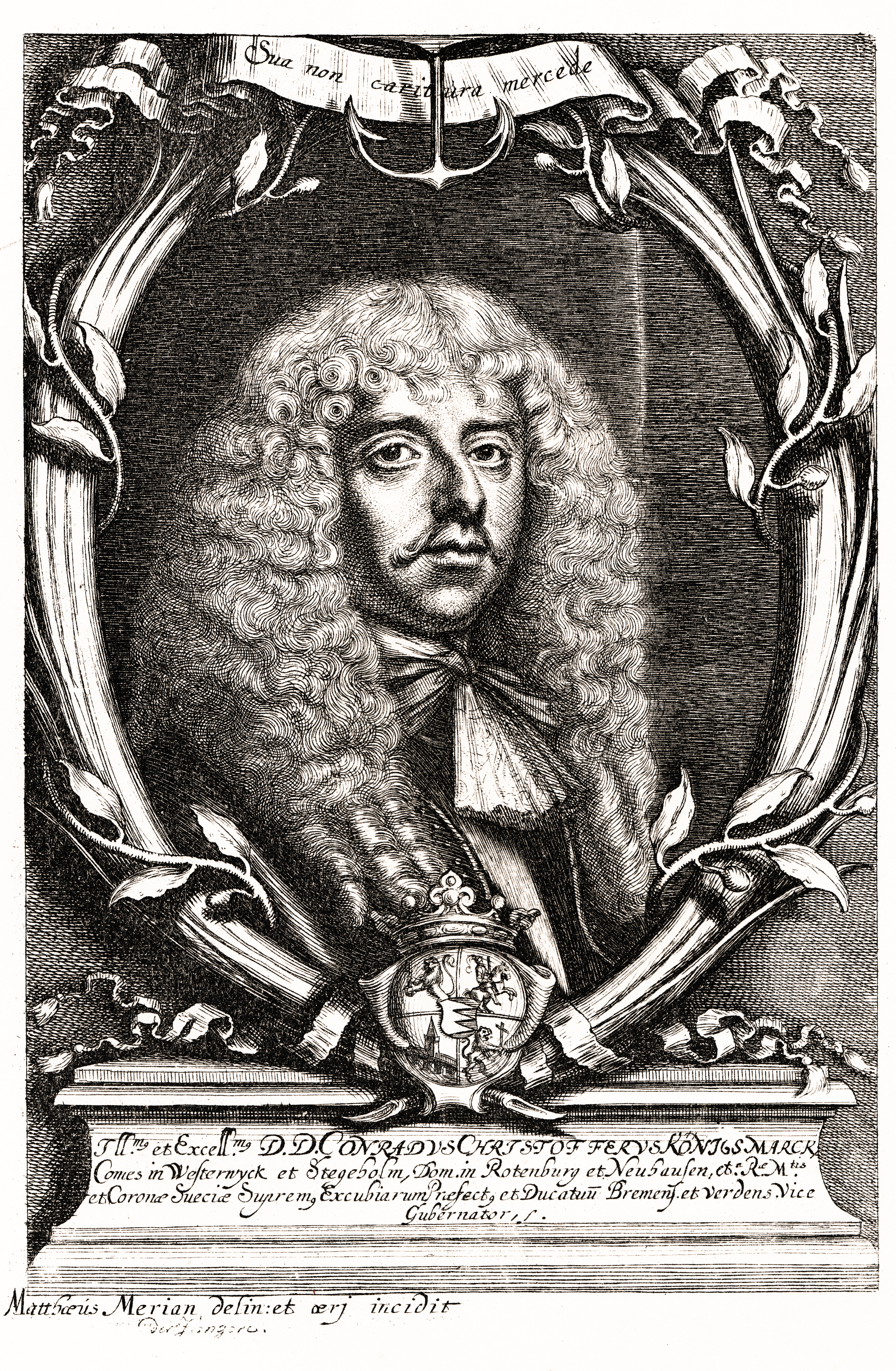
Kurt Christoph von Königsmarck.

Kurt Christoph von Königsmarck (24 maart 1634 – Bonn, 31 oktober 1673) was een Zweeds militair en vice-gouverneur.

## Biografie
Von Königsmarck werd geboren als zoon van generaal Hans Christoff von Königsmarck en Agatha von Leesten. Net zoals zijn vader begon hij aan een militaire loopbaan. Hij vocht onder koning Karel X Gustaaf van Zweden bij de slag bij Warschau. Enkele maanden later werd hij door de Denen gevangen gehouden. Von Königsmarck kreeg zijn vrijheid terug na het tekenen van de Vrede van Roskilde.
Na de dood van zijn vader werd hij benoemd tot vice-gouverneur van Bremen-Verden en commandant van Stade. Omstreeks diezelfde tijd trad hij ook in dienst van de Republiek der Zeven Provinciën. Toen de Hollandse Oorlog uitbrak en de helft van de Nederlanden onder Frans gezag kwam gingen er geruchten in het land dat de graaf Von Königsmarck het land zou komen ontzetten. Von Königsmarck kwam zijn beloftes na en voegde zich bij het leger van Willem III van Oranje-Nassau dat het beleg voor Bonn opsloeg. Tijdens het beleg werd hij gedood door een kanonschot.

## Huwelijk en kinderen
Kurt Christoph von Königsmarck trouwde met Marie Christine von Wrangel, een dochter van veldmaarschalk Hermann von Wrangel, zij kregen samen de volgende kinderen:
- Hans Karl (1659-1686), ridder en avonturier,
- Maria Aurora (1662-1728), maîtresse van August II van Polen,
- Amalie Wilhelmina (1663-1740), trouwde met Karl Emil von Löwenhaupt,
- Philipp Christoph (1665-1694), militair in diens van het Koninkrijk Hannover.